# 宇宙開発競争

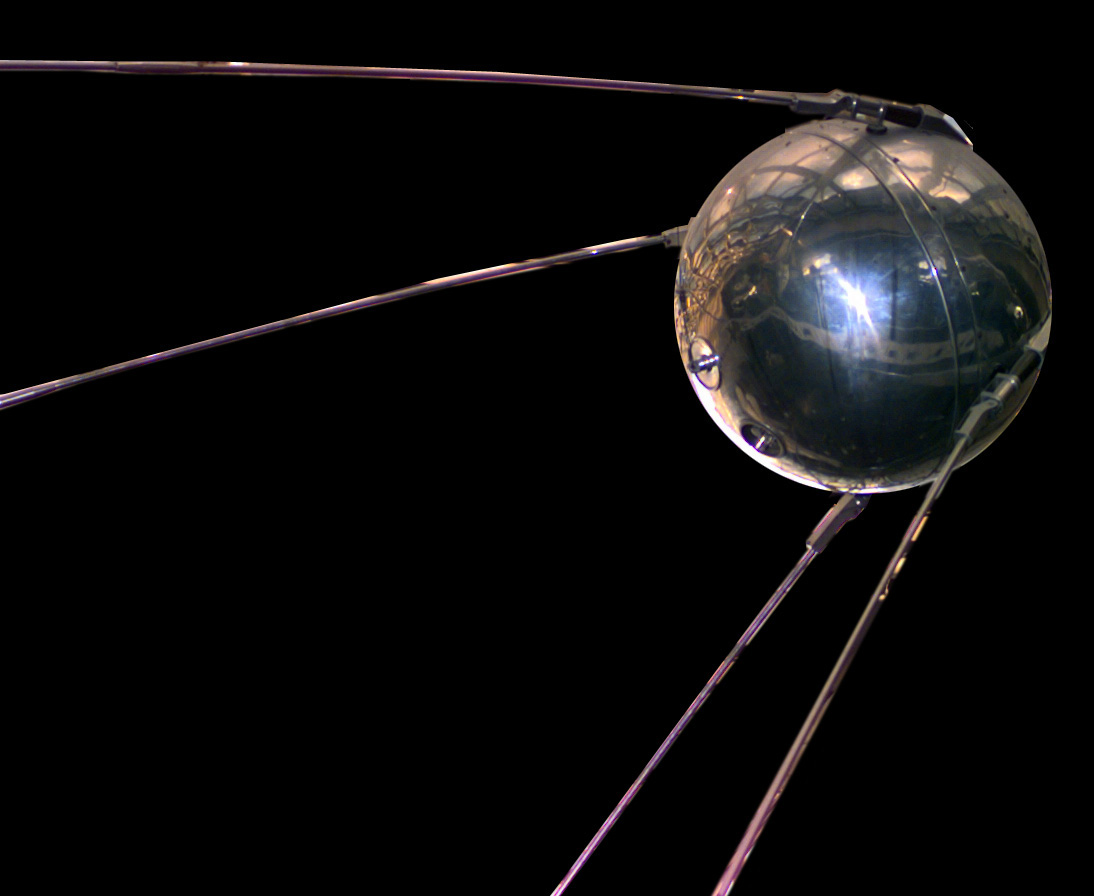
人類初の人工衛星であるソ連のスプートニク1号。人工衛星で先を越されたアメリカではスプートニク・ショックが起こった

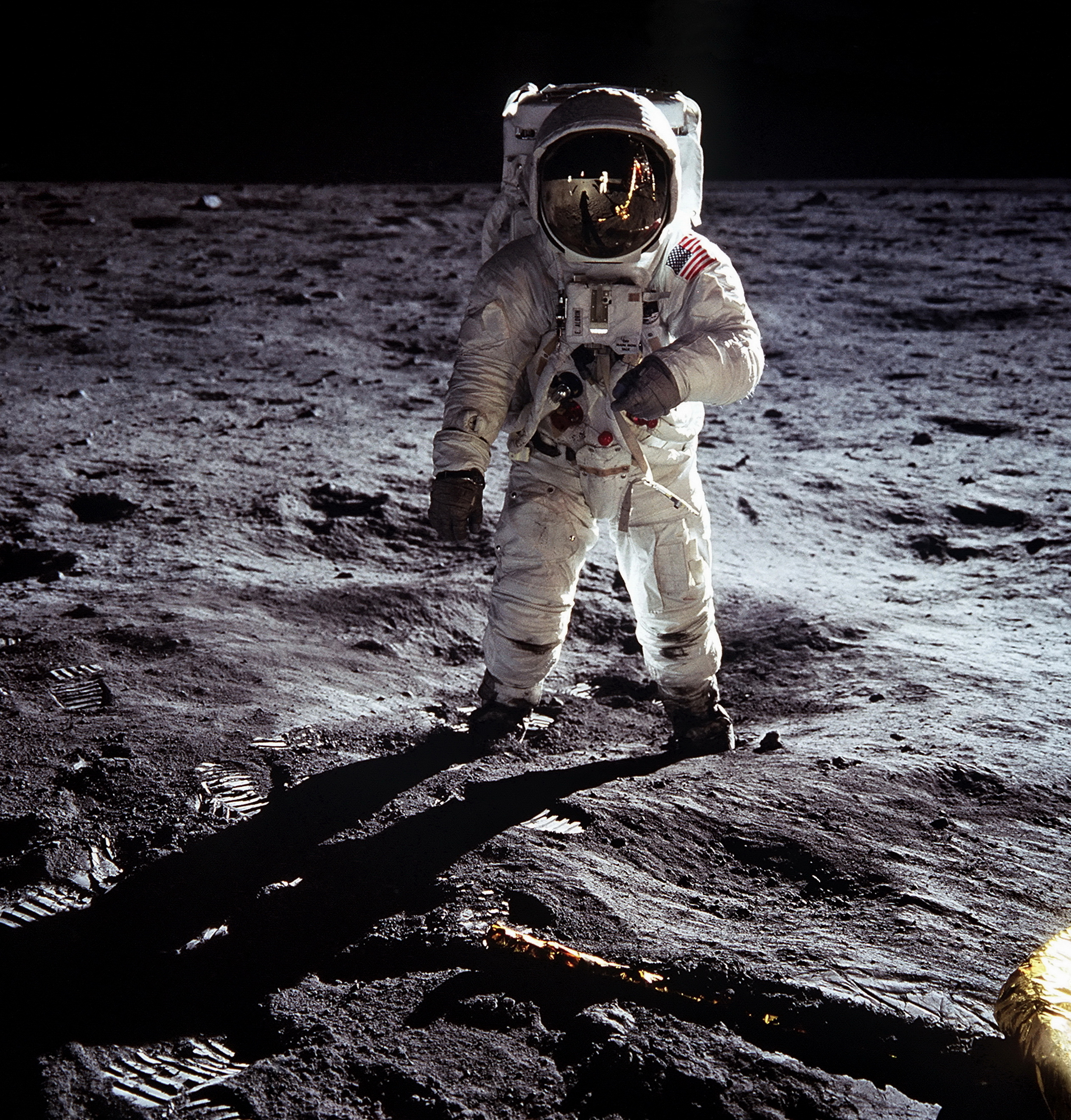
アポロ11号で人類初の月面着陸に成功し月面を歩くアメリカの宇宙飛行士バズ・オルドリン。ソ連の有人月旅行計画は実現しなかった

宇宙開発競争（うちゅうかいはつきょうそう、Space Race、宇宙開発レース、スペースレース）とは、冷戦中にアメリカ合衆国とソビエト連邦との間で宇宙開発をめぐって戦われた、非公式の競争である。

## 概説
おおよそ1957年から1975年までの間続いたこの競争のもと、それぞれが人工衛星を打ち上げ、人間を宇宙空間へ送り、月に人間を立たせるための計画を並行して行った。
この競争の発端は、初期のロケット技術の競争や、第二次世界大戦後の国際的な緊張の中に既にあったが、実際に始まったといえるのは1957年10月4日のソビエト連邦によるスプートニク1号の打ち上げの後であった。宇宙開発競争 (Space Race) という用語は公式な用語ではなく、軍備拡張競争 (Arms race) から類推して生まれた言葉である。
宇宙開発競争は、冷戦中のソ連とアメリカによる文化と科学技術の競争の中で決定的な役割を果たした。宇宙技術は、ミサイルなど軍事技術への応用が可能なことと、国民の誇りやモラル、世界の人々へのイメージ向上に与える影響が大きく心理学的な利益があると考えられたことから、両国の競争と摩擦の主戦場となった。緒戦ではソ連が宇宙開発史上初の成果をことごとく独占したが、アメリカは最も印象的な月面着陸を成功させた。巨額の費用がかかる有人月探査は政治的使命を終えたため行われなくなり、宇宙開発競争は一段落したが、21世紀に入るとアジアやヨーロッパの様々な国が宇宙開発に参入して相互の競争が始まるようになり、様相は変わってきている。

## 歴史的背景

### 初期のロケットと軍事
ロケットは長年に渡り、科学者やアマチュア科学者らを魅了してきた。中国人は早くも11世紀に、これを兵器として利用している（火槍）。
19世紀末、ロシアのアマチュア科学者、コンスタンチン・ツィオルコフスキーは宇宙に到達できる多段式の液体燃料ロケットを理論化している。実際に液体燃料ロケットを打ち上げたのは1926年、アメリカ人のロバート・ゴダードであったが、2人とも世間から注がれる目は冷ややかなものがあった。ゴダードはロケット打ち上げ研究を辺鄙な場所で続けていたが、科学者のコミュニティからも、大衆からも、ニューヨーク・タイムズ紙からさえも彼は嘲笑された。
ロケット技術の評価が高まるのは、結局は第二次世界大戦という戦争を通してであった。これは、いかに「ロケット研究は政治や軍事とは関係のない純粋に科学的な研究であり、平和のためでもある」というレトリックを駆使しようと、あらゆる宇宙開発競争は国家の軍事に対する野望と避けがたく結びついてしまうという未来への先触れであった。

### ロケットに対するドイツの貢献
1920年代半ばにドイツ人科学者たちは、液体推進燃料で作動する、高空や遠距離に届くロケットの実験を開始した。1932年、ヴァイマル共和政下の共和国国防軍（ライヒスヴェーア、後のナチス時代のヴェーアマハト・ドイツ国防軍）は長距離砲としてのロケットに強い関心を持つようになった。熱意のあるロケット科学者、ヴェルナー・フォン・ブラウンはロケット研究に加わり、苦心の末、ナチス・ドイツが第二次大戦で使用することとなる長距離砲撃兵器の開発に成功した。

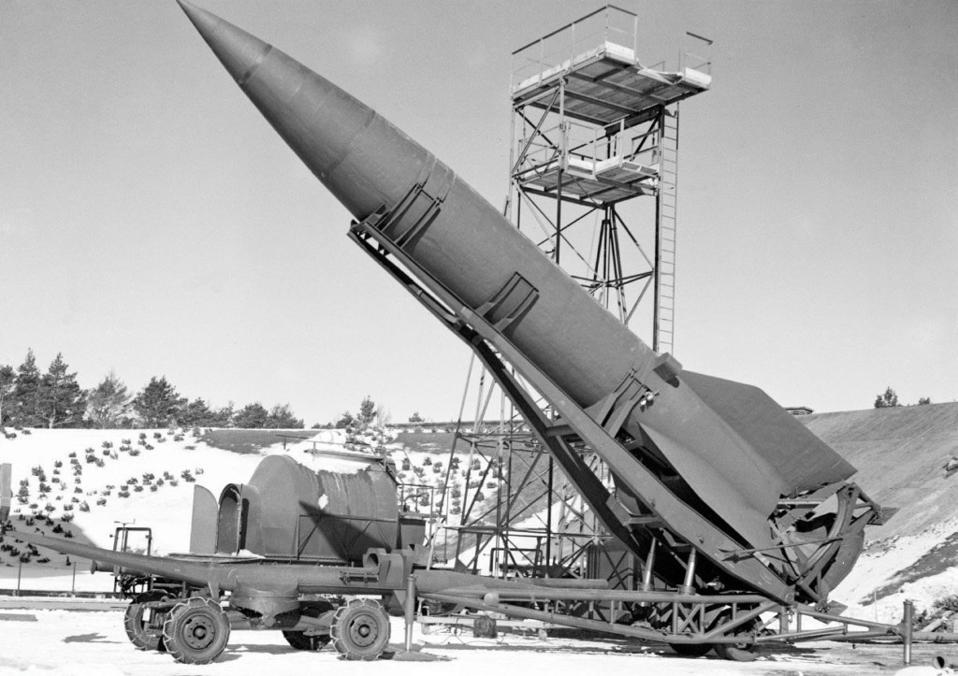
牽引式発射装置上のV2

1942年に打ち上げられたドイツのA-4ロケットは、人類が初めて宇宙空間に到達させた人工物体となった。1943年、ドイツはA-4をV-2（報復兵器2号）の名で大量生産した。射程距離300km、積載可能な弾頭の重さ1トンというV-2を国防軍は数千発もイギリスなど連合国側の国土に打ち込み、多大な損害と多くの犠牲者を出した。
第二次大戦が終わりに近づくにつれ、ソビエト、イギリス、アメリカの軍や科学者の間で、バルト海沿岸のペーネミュンデ（現在のドイツ北東端、メクレンブルク＝フォアポンメルン州内）にあったドイツのロケット開発計画の施設や研究者や技術の奪い合いが始まった。その結果、「ペーパークリップ作戦」によって、多数の科学者（その多くは、フォン・ブラウンも含めナチス党員であり、このためソ連に拘束された後の身の危険を恐れた）がドイツからアメリカに移送された。アメリカで、ドイツ人科学者たちはドイツ製ロケットを、イギリスなどへの爆撃の代わりに、アメリカのための科学研究や軍事研究などの目的で使用するため研究を続けることとなる。また、イギリスもV-2の実機や研究者を捕らえるなどいくらかの成功を収めた。
赤軍はフォン・ブラウンなどの主な研究者が去った後のペーネミュンデを占領し（その後ペーネミュンデはドイツ民主共和国（東ドイツ）へ編入）、多くのV-2の実機や研究者を捕らえた上で、ソ連国内へ連行してロケット開発に当たらせた。ただし、その後ソ連は、ドイツの技術の継承ではなく、晩年はソ連科学アカデミーに所属していたツィオルコフスキーの研究、およびその死後（1937年）も続けていた独自の技術研究を基にした開発に進んだ。
戦後の科学者はロケットを上層大気の観測（気温や気圧など）、宇宙線の観測など科学目的で使うようになった。これらはアメリカの研究機関の一員となったフォン・ブラウンとその同僚たちにより細々と続けられた。

### 宇宙開発競争の萌芽
第二次大戦の後、アメリカとソ連はスパイやプロパガンダを通じた冷戦の時代に入ってゆく。宇宙探査と人工衛星技術は、両方の陣営で最もシンボリックな冷戦の尖兵となっていった。衛星技術が発達すれば偵察機を飛ばすことなく他国をスパイすることが可能となり、宇宙旅行が成功すれば国家の科学分野における勇気と軍事的な潜在能力を喧伝できるプロパガンダになる、と考えられたからである。人類を軌道上や月の特定地点に運ぶロケットと同じものが、敵国の特定都市の特定地点に原子爆弾を運ぶ核兵器運搬手段となる可能性があり、宇宙旅行のために開発された技術が、大陸間弾道ミサイル (ICBM) など戦時のロケットのためにも同様に適用できる可能性もあった。
また冷戦下では政治、経済、技術、文化、娯楽、スポーツなど、直接の戦火以外のあらゆる分野で両陣営が優劣を競って熾烈な戦いを繰り広げていた。軍備拡張競争のもつ軍事以外の側面と同様、宇宙での前進は単に相手国に先駆けたというだけにとどまらず、その国の技術や経済での大胆さの指標とみなされ、そのような成果を達成できる国家のイデオロギーの正しさや優秀さともみなされた。宇宙開発には二つの目的があった。平和的な科学的成果を収めることと、軍事的・心理的な成果も収めることである。
特にソ連の場合、通常の航空戦力ではアメリカに劣り、自国領空を侵犯して行われるアメリカ空軍の偵察活動に対してほぼ無力であった上（1960年のU-2撃墜事件も参照）、自国及び東ヨーロッパ諸国での勢力圏が「封じ込め政策」により世界各地へ展開するアメリカ軍に包囲されていたため、これに対抗するために超高速でアメリカ本土を直接攻撃できるICBMの重要性がより高かった。従って、その重要性を認識した後のソ連指導部は、他の軍需産業や民生部門に比してロケット産業における資源の配分や従事者の生活を優遇した。その代償として、技術や人員の多くは厚い国家機密の中に閉じこめられ、研究拠点の一部は公式地図にも記載されない秘密都市となり、ロケットの基本設計者に関してはソ連崩壊までその名前すら明さなかった。
二大国は、どちらが先にブレイクスルーを果たすかお互いに知りえない状況の中、それぞれ宇宙開発の先端の成果を得ようと努力していた。実際には、宇宙開発の分野に、中でも技術的に可能な部分に傾斜して資源を投資していたソ連がアメリカに対し密かに先行していた。どちらも宇宙への競争の地ならしは済んでおり、後は号砲が鳴るのを待つだけだった。

## 人工衛星開発競争

### スプートニク

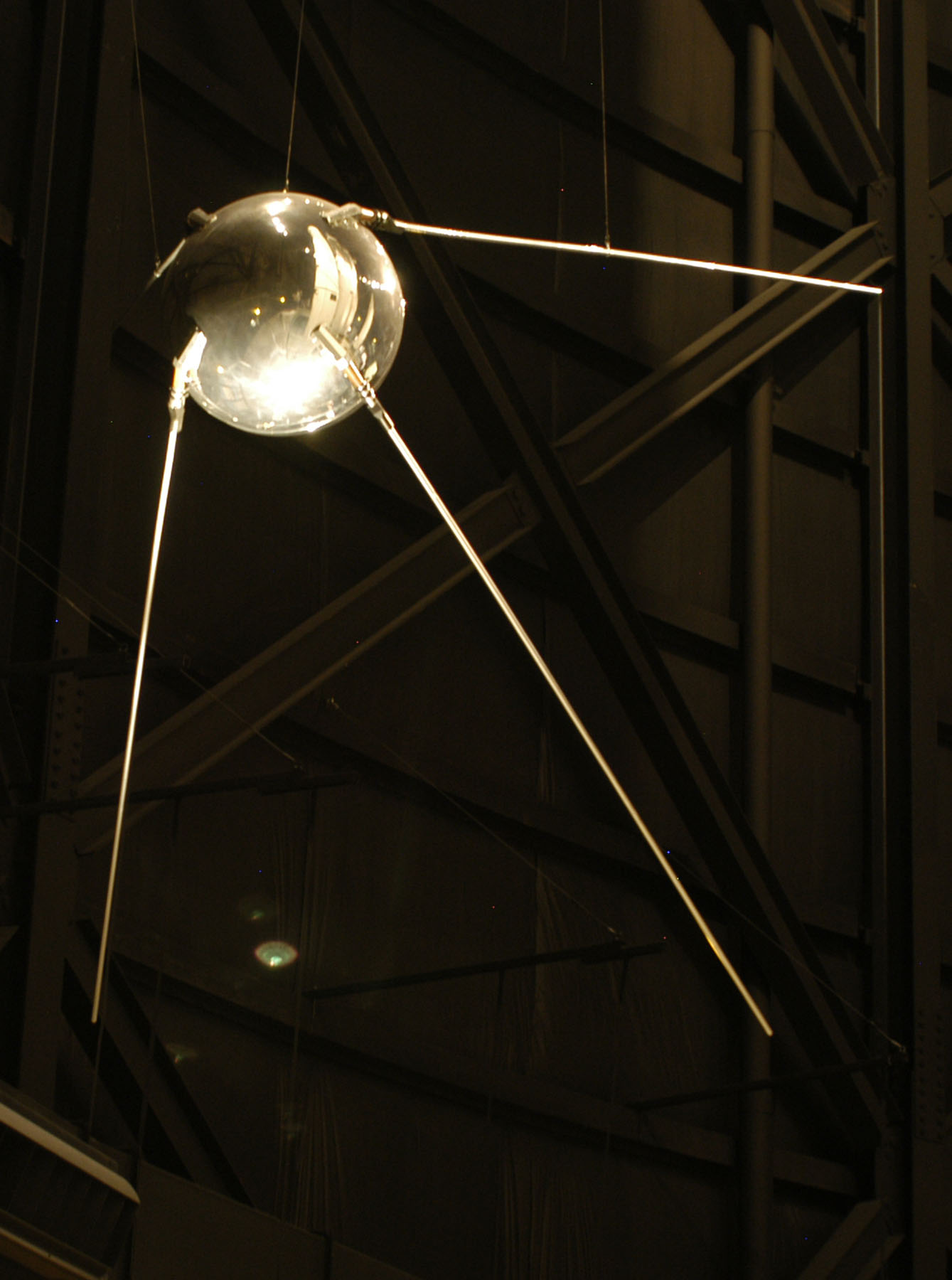
スプートニク1号

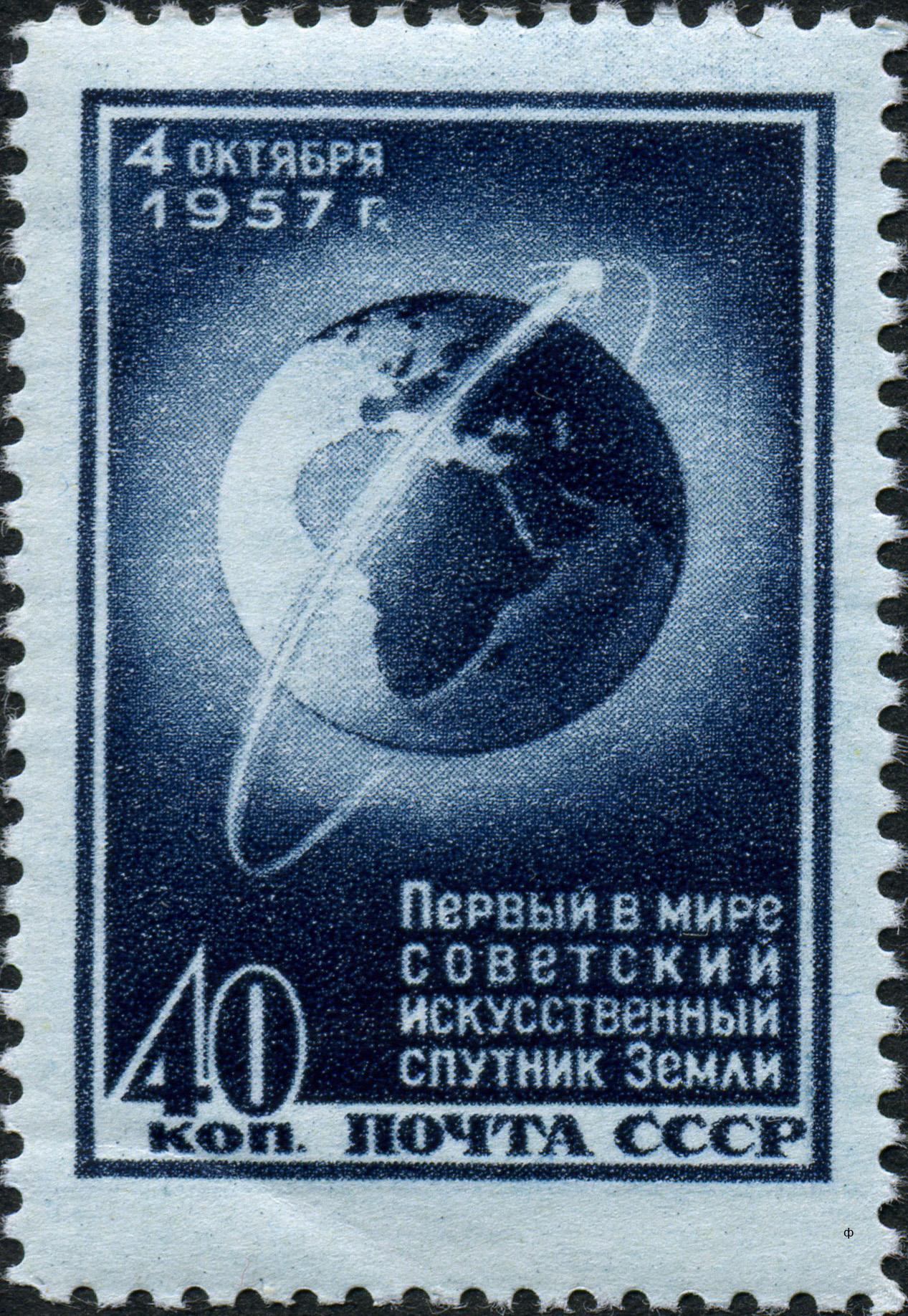
ソ連でスプートニク打ち上げ成功を記念して発行された切手

1957年10月4日、ソ連は「スプートニク1号」を搭載したR-7型ロケットを打ち上げ、世界で初めて人工衛星を地球周回軌道に送り込むことに成功した。これが宇宙開発競争の始まりであり、その後、アメリカ、フランス、日本と続いた。2001年現在、国別の衛星打上げ個数は、旧ソ連を含めたロシアが2,500個、アメリカ1,600個で、日本は94個で3位に付けている。
スプートニク1号以前、平均的なアメリカ人は合衆国が科学技術のあらゆる分野で世界に優越していると信じていたが、人工衛星技術は経済活動や軍事用途に応用できるため、先を越されたアメリカの国内ではパニックが発生し、政治論争も引き起こした。一方、スプートニクの成功はソ連において、自国の科学力や技術力を国民に示す重要な機会となり、大いに国威が発揚された。
ソ連において、スプートニク打ち上げとそれに続く宇宙開発計画は大衆の非常な関心を巻き起こした。壊滅的な独ソ戦から復興したばかりのソ連にとって、スプートニクは新しい時代における技術力の挑戦の成果として国民を勇気付ける重要な意味を持っていた。フォン・ブラウンのライバルで、R.7ロケットの設計者・開発責任者であり後にA1ロケットも設計したセルゲイ・コロリョフは、人工衛星にとどまらず月にコスモノートを送り込むことを目標としていた。
スプートニクに対抗して、アメリカは技術的優位性を取り戻すためのあらゆる努力をすることになる。フォン・ブラウンを超える人材を生み出すため、数学など初等科学教育を充実させたことなどがその一環である。アメリカの蒙ったショックやそれに対する一連の政策は、現在ではスプートニク・ショック（スプートニク危機）と呼ばれている。
ジョン・F・ケネディ政権下のリンドン・ジョンソン副大統領はアメリカの一連の政策努力の動機について次のように語った。
世界の目から見れば、宇宙での1番乗りは全てにおいて1番ということだ。宇宙での2番乗りは、何事においても2番手ということなのだ。
ソ連のスプートニク成功に落ち込み、恐怖におびえたアメリカの大衆は、次第にアメリカの宇宙開発計画に重大な関心を示すようになった。児童や学生はロケット打ち上げが続くのを見守り、ロケットの模型作りは人気のある娯楽になり、テレビ番組やファッション、デザイン、ロードサイドの広告看板などにもロケットブームや宇宙ブームが波及した。1960年代には「スペースエイジ」を反映した銀色のメタリックな商品やデザインが席巻した。一方、巨額の宇宙開発を不安視する声も起こったが、ケネディ大統領は国民を勇気付けるため、「宇宙開発を国として支援し、数百万ドルから数千万ドルの巨費を既存兵器の増産や貧困対策に充てた方がいいのではないか、という全米に広がる懐疑論に対し勝利するつもりだ」と演説した。

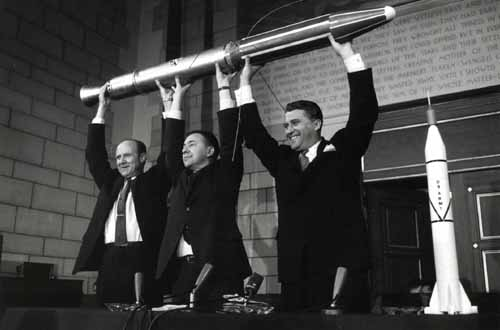
ウィリアム・ヘイワード・ピカリング、ジェームズ・ヴァン・アレン、ヴェルナー・フォン・ブラウンがNASAの記者会見でエクスプローラー1号の模型を掲げている

スプートニク1号の打ち上げから4ヶ月後、1958年、アメリカは陸軍弾道ミサイル局により最初の人工衛星、エクスプローラー1号を打ち上げた。しかし同じころ、フロリダ半島のケープカナベラル空軍基地では衛星ヴァンガードTV3を搭載した海軍のヴァンガードが爆発し続く打ち上げも失敗するなど、相次ぐロケット打ち上げの失敗という深刻な事態が起こっていた。
これら最初期の人工衛星は、すでに科学探査目的で打ち上げられていた。スプートニク1号もエクスプローラー1号も、国際地球観測年（1957年 - 1958年）のそれぞれの国の観測事業の一環として行われた。スプートニクは大気圏上層部の空気密度を測定し、エクスプローラー1号の飛行観測データからジェームズ・ヴァン・アレンは地球を取り囲むヴァン・アレン帯を発見した。

### 衛星通信

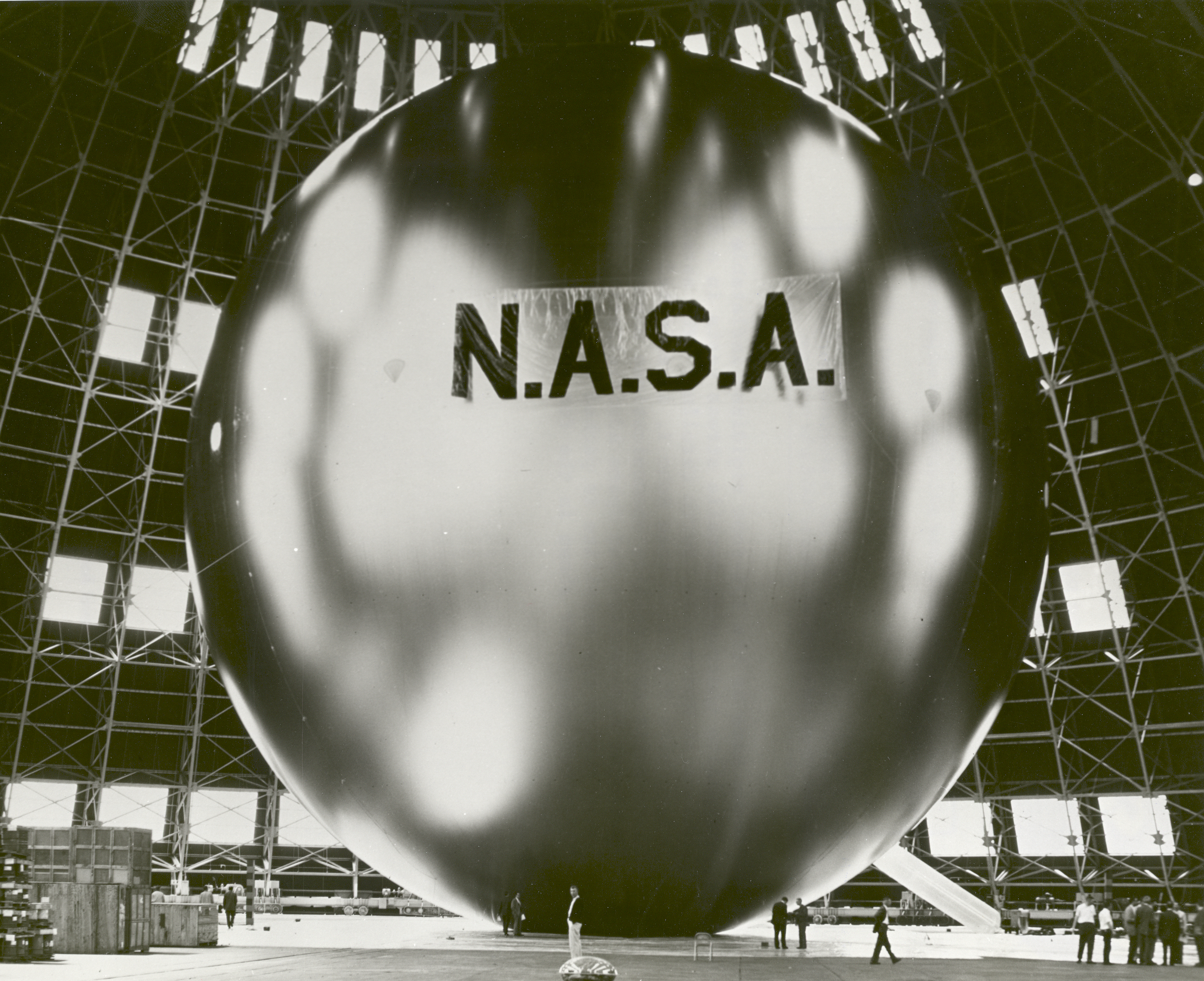
エコー2号

史上初の通信衛星、プロジェクト・スコア (Project SCORE、Signal Communications Orbit Relay Equipment) は1958年12月18日に打ち上げられ、アイゼンハワー大統領のクリスマス・メッセージを全世界に中継した。その他の特筆すべき、宇宙開発競争から派生した衛星通信の例には以下のようなものがある。
- 1960年、エコー：世界初の受動型通信衛星
- 1962年、テルスター衛星 (Telstar)：世界最初の能動型通信衛星
- 1972年、アニク1号 (Anik 1)：カナダ初の国内用通信衛星
- 1974年、WESTAR：アメリカ初の国内用通信衛星
- 1976年、MARISAT：最初の携帯端末用通信衛星

### その他特筆すべき衛星
アメリカは初の静止衛星、シンコム3号 (Syncom-3) を1964年8月19日に打ち上げた。地表に対し相対的に静止した静止軌道に通信衛星が投入されたことは、アンテナがもはや衛星を追って向きを変える必要がなくなったことを意味した。また一般市民にとっても、いったんアンテナを固定するだけでテレビ放送など衛星通信を利用したサービスが可能になった。

## さらなるソビエトの成功：宇宙に動物と人間を送る

### 動物を宇宙へ
厳密に言えば、科学的研究のために意図して宇宙へ送られた最初の生物は、1946年にアメリカがドイツから捕獲したV2ロケットで大気圏外に打ち上げた果実蝿（fruit fly、ショウジョウバエの一種）であったが、これはあまり知られていない。
宇宙に送られた最初の哺乳類は、1957年に人工衛星スプートニク2号で地球周回軌道を回った犬、ライカであった（ライカは、米ソによってロケットで打ち上げられ大気圏外に出ただけの蝿などの生き物と違い、はじめて軌道を回った生き物でもある）。当時、宇宙を飛行した犬を回収する技術はなく、当初はカプセルが大気圏に再突入する前にライカを薬物で安楽死させる事になっていたが、2002年に明らかになったところに拠れば、ライカはストレスとカプセル内の過熱で軌道到達後すぐに死んだという。来るべき有人宇宙飛行に向けて多くの犬を打ち上げたソ連は1960年9月18日、スプートニク5号でベルカとストレルカの二匹の犬ほかラット多数を地球周回軌道に載せ、すべて無事地球に帰還させることに成功した。
ソビエトは1968年9月、月へ向かうゾンド5号に亀を載せたが、これがはじめて月周回軌道を回った生物となった。
一方、アメリカの宇宙開発機関もアフリカからチンパンジーたちを輸入し、有人宇宙飛行の前に少なくとも二匹を宇宙に送り込んだ。

### 人類を宇宙へ

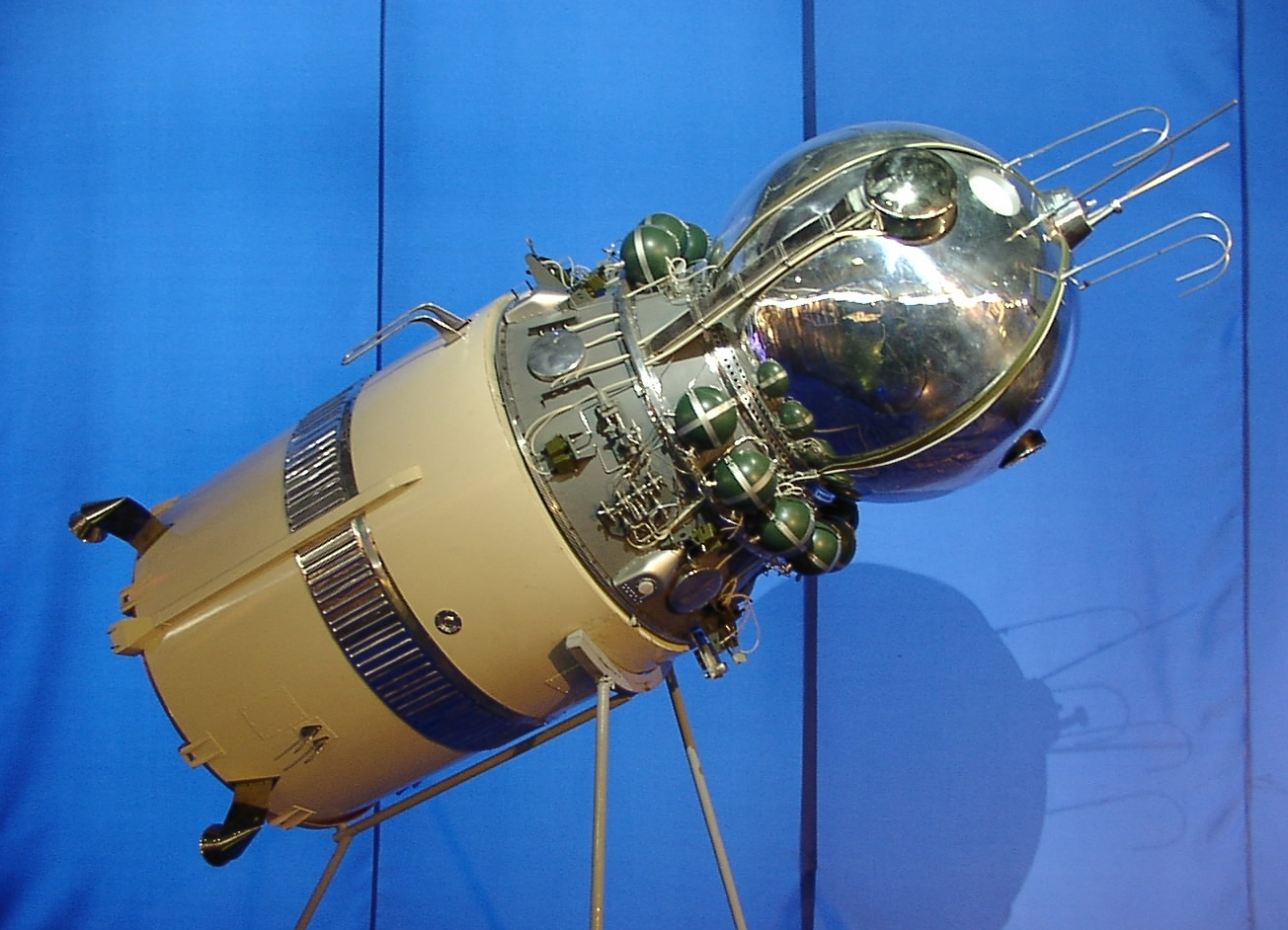
打ち上げロケット最上段と結合した状態のボストーク宇宙船。

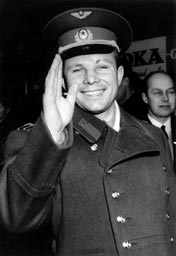
ユーリイ・ガガーリン

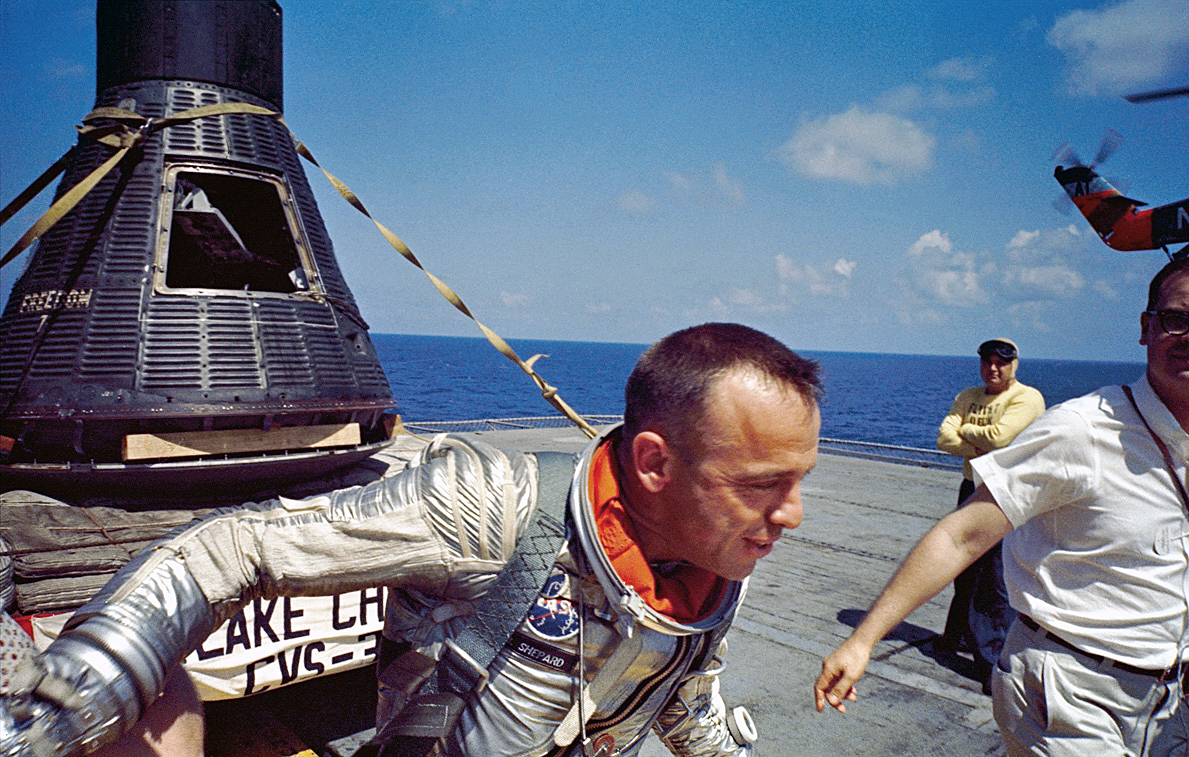
フリーダム7で地球に戻ったアラン・シェパード

ソ連はベルカとストレルカの2匹の犬を帰還させた1960年9月のスプートニク5号の成功を受け、同年12月までに人間を軌道上に送り込むことを計画した。しかし試験用ロケットが爆発する惨事もあり、性急な計画は数ヵ月の遅れをきたすこととなる。明けて1961年4月12日、ボストーク1号に乗ったユーリイ・ガガーリンは人類ではじめて地球軌道を周回した宇宙飛行士となった。これを記念して4月12日はロシアほか様々な国で祝日（宇宙飛行士の日）となっている。彼は社交的で労働者階級出身と体制側にとって申し分がない人物であり、ソ連の宇宙開発がまたも世界に先駆けたこと、これを可能にした共産主義体制が優越していることの広告塔となって世界各国を歴訪した。
アメリカはスプートニク計画に対抗して1958年に有人宇宙飛行計画マーキュリー計画を開始、それまでの陸海空各軍個別の宇宙開発をアメリカ航空宇宙局 (NASA) に一本化させて総力を挙げて有人飛行でソ連に先行する構えだったが、またしてもソ連に先を越される結果となった。ガガーリンの飛行から23日後の1961年5月5日、フリーダム7でアラン・シェパードを宇宙へ送り込んだが、これはわずか十数分間の弾道飛行に過ぎなかった。1962年2月20日、ジョン・グレンはフレンドシップ7で地球周回軌道を3周し、最初に地球を回ったアメリカ人となった。
ソビエトはさらに1962年8月11日から15日にかけてボストーク3号と4号を同時に打ち上げ、両機のランデブーのテストを行い、史上初の2人同時宇宙飛行を成功させた。1963年6月16日のボストーク6号で地球を周回したワレンチナ・テレシコワは、女性として史上初の宇宙飛行士となった。
コロリョフは当初、ボストーク計画のミッションは長期にわたり少しずつ、持続的に実行する計画であったが、ニキータ・フルシチョフ第一書記はアメリカのアポロ計画の公表を知り、さらにケネディ大統領が1961年5月25日に行なわれたアメリカ連邦議会特別両院合同会議の席上、10年以内の月着陸を言明した ためアポロ計画の目標が月へと変わったことを聞いて、コロリョフに速度を上げるよう命じた。ボストーク宇宙船を改良し、それまでの1人乗りではなく3人乗りにしたボスホート1号 (Voskhod 1) は1964年10月12日に打ち上げられ、ウラジーミル・コマロフ、コンスタンティン・フェオクティストフ、ボリス・イェゴロフの3人を宇宙へ運んだ。彼らは折から開催中だった東京オリンピックにメッセージを送った。また、プロパガンダのため、1871年のパリ・コミューンの旗も持参したといわれている。ボスホート1号はスペース不足もあり、乗組員が宇宙服を着なかった最初の宇宙飛行でもある。だが、この飛行よりも世界を驚かせたのは、その直後に起こったフルシチョフの突然の解任であったろう。
1965年3月18日に打ち上げられたボスホート2号は2人乗りで、その一人アレクセイ・レオーノフ飛行士は人類最初の宇宙遊泳（船外活動、EVA）を実現した。しかしこのミッションは寸前のところで大惨事に終わるところだった。レオーノフはもう少しでカプセルに帰れなくなるところであり、さらに姿勢制御装置の故障と手動点火した逆推進ロケットの火力不足により、目標降下地点を1,600kmも離れて着地した。しかしフルシチョフは1964年10月に失脚、新しい指導者レオニード・ブレジネフらは宇宙開発に全力を注がないようになっていった。

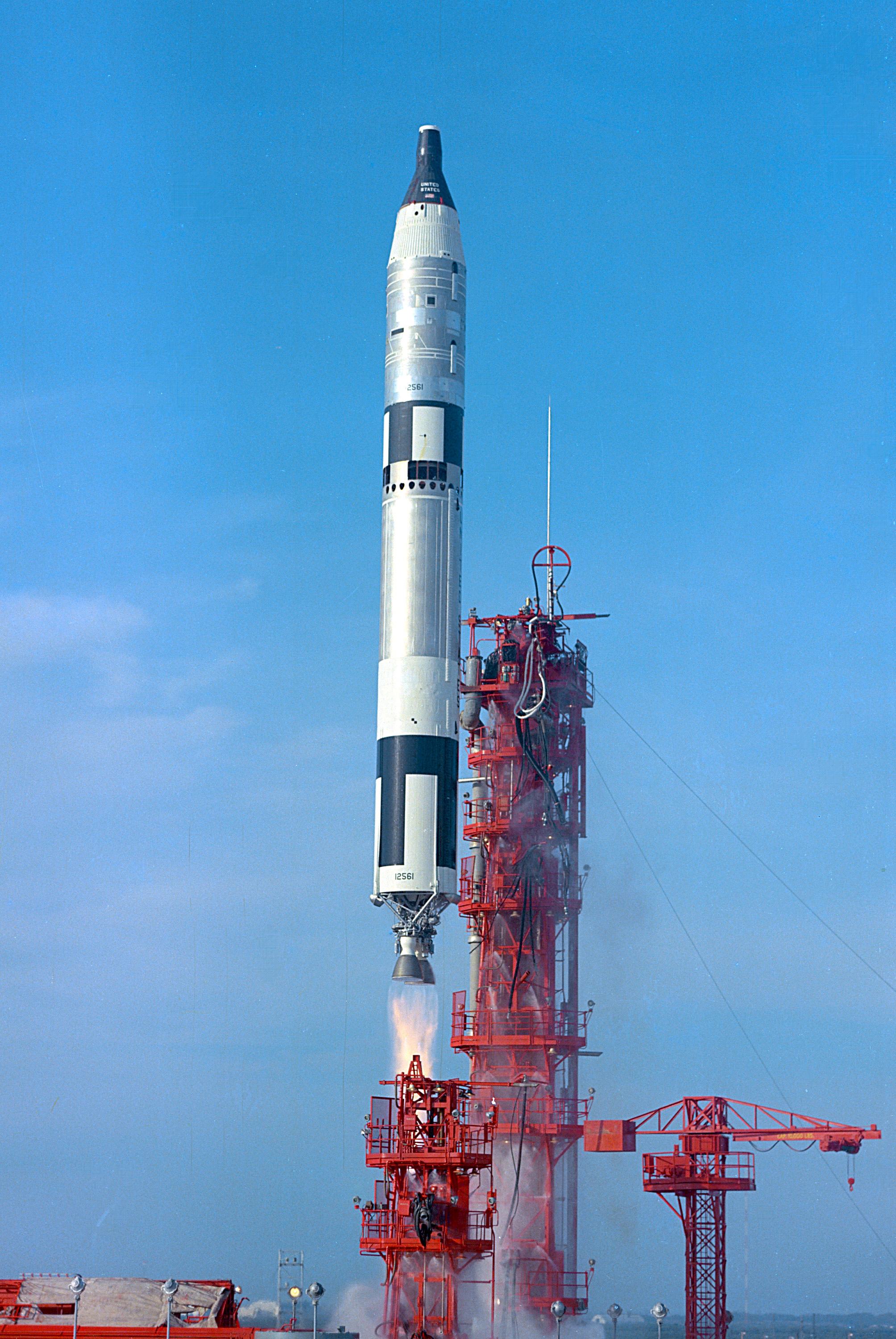
アメリカのジェミニ計画のため、タイタンII GLVロケットは1960年代に12機の宇宙船を打ち上げた

一方、次々と人類初の成果を先取され、1962年から開始し1964年4月には無人試験飛行を行った2人乗り宇宙船「ジェミニ計画」がかすんでしまったアメリカだったが、1965年から1966年までの12機に及ぶジェミニ計画で、軌道飛行と生命維持以上の技術、すなわち月着陸に必要な長期宇宙滞在の実施、2機でのランデブーやドッキング、燃料電池や姿勢制御の実験、船外活動、帰還予定地点への確実な着陸技術などを着実に積み重ね、ソ連の次世代宇宙船ソユーズの搭載する技術をすでに実現していた。アメリカがソ連を追い抜く準備はできていた。

## 月着陸競争
アメリカとソ連双方がここまでに達成した宇宙開発の成果はそれぞれの国民に大きな誇りを与えたが、双方のイデオロギー対立が依然激しいため、少なくともどちらかの飛行士が月面を歩く時までは宇宙競争をやめることはできなかった。月面着陸という目標の達成に向けて、まず無人探査機が月に到達して上空から写真撮影などをし、安全に月面に着陸できることを証明する必要があった。

### 無人探査機
ソ連がスプートニクで軌道上に人工衛星を送り込んだことに対抗し、アメリカはマーキュリー計画で有人飛行において先行しようとしたほか、ソ連より先に月面に探査機を送り込もうともした。この月探査計画はパイオニア計画と呼ばれたが、失敗が続いた。ソ連は同じく月探査計画ルナ計画に挑戦し、1959年1月4日にルナ1号を打ち上げ月に接近させ、衝突させるはずがそのまま通過し、結果世界初の人工惑星となった。続く1959年9月4日のルナ2号は月面衝突に成功、世界で初めて月に人工物を送り込んだ。さらに月の裏側を撮影したルナ3号（1959年）、月面軟着陸に成功したルナ9号（1966年2月3日）など次々とアメリカに先行した。
一方パイオニア計画は1959年3月3日に4号がはじめて月探査に成功したが、5号以後は別の惑星探査に切り替えられた。アメリカはパイオニア計画に代わる3つの計画を用意した。
- 月面の写真を接写するレインジャー計画は1959年に始まったが、1961年の2機、1962年の3機はいずれも失敗し、1964年から1965年にかけての7号から9号がクレーターなどの撮影に成功した。
- 月面の地図を製作するためのルナ・オービター計画では1966年8月から1967年8月にかけて5機が打ち上げられ、いずれも成功に終わり月面の99%におよぶ高解像度の写真が得られた。
- 月面に軟着陸し遠隔操作で月面の土壌の硬さや組成などの探査を行うサーベイヤー計画は1966年5月から1968年1月に掛けて7機が打ち上げられ、5機が着陸と観測に成功した。

いずれも、アポロ計画で有人宇宙船が安全に月軌道に到達し着陸するための技術の試験や、安全な着陸地点を探すことが目的であった。

### 月面に人類を送る
ソ連は宇宙開発における「人類初」の偉業のほぼ全てでアメリカを打ち負かしたが、月面に人間を着陸させるアメリカのアポロ計画に先行することはできなかった。
ソ連の宇宙開発初期の成功後、特にガガーリンの宇宙初飛行後、ケネディ大統領とジョンソン副大統領はより強力に大衆の想像力をかきたてる宇宙計画は何であるか、探し続けていた。その結果アメリカはより遠い目標である月探検を、10年以内で達成するという公約を打ち出した。1961年5月25日の連邦議会特別両院合同会議の席上、ケネディはこの公約を言明し、月軌道周回という内部研究にすぎなかったアポロ計画の目標が月着陸へと変わった。以後、マーキュリーやジェミニといった有人飛行計画やその他の月探査計画は、月に人類を送り込むアポロ計画のための技術開発や飛行士訓練、現地調査の一環となった。
巨額を要するアポロ計画は多くの反対にさらされ、それゆえ左右の政治家による異論を一掃するだけの成果を上げる必要があった（右派政治家は宇宙開発費をベトナム戦争に勝つための戦費や兵器開発に回すことを主張し、左派政治家は社会福祉や根深い人種問題の解決などに予算を回すべきだと主張した）。アポロ計画推進派が主張した実利は以下のようなものがあった。
- アポロは次回の選挙で鍵となる州に対して経済効果を約束し、与党の勝利を確実にできる。
- アポロの技術は軍事利用できるため、1960年の選挙でケネディが触れた米ソの「ミサイル・ギャップ」を埋めることができる。
- アポロから多くの科学技術がスピンオフすることにより新製品ができ社会や経済が活性化する。

ケネディはNASAの第二代長官ジェームズ・E・ウェッブとの会話で次のように話した（ジョン・F・ケネディ図書館に保管されたテープより）。
われわれが行う全ては、ロシア人より先に月に降り立つ事業にきちんと結びつける必要がある…そうでなければわれわれはこんな金を使うべきではない、私は宇宙には興味がないからだ…（このような出費が）正当化されるのはただ、神に懸けてきっと数年以内に彼らを追い越し、アメリカの方が遅れていると思っている世界に成果を見せ付けて、ソ連を打ちのめすという希望があるからだ。
ケネディとジョンソンは世論を操縦し変えてみせた。1962年9月、ケネディはヒューストンで「我々は月に行くことを選択する」という一節で知られる演説を行い、有人月面着陸に対する国民の支持を高めようとした。1963年にアポロ計画を支持したアメリカ人は33%だったが、1965年までに、58%まで支持率を上昇させた。ジョンソンが大統領になった1963年以降、彼も計画を支持し続け、アポロ計画を成功に導いた。

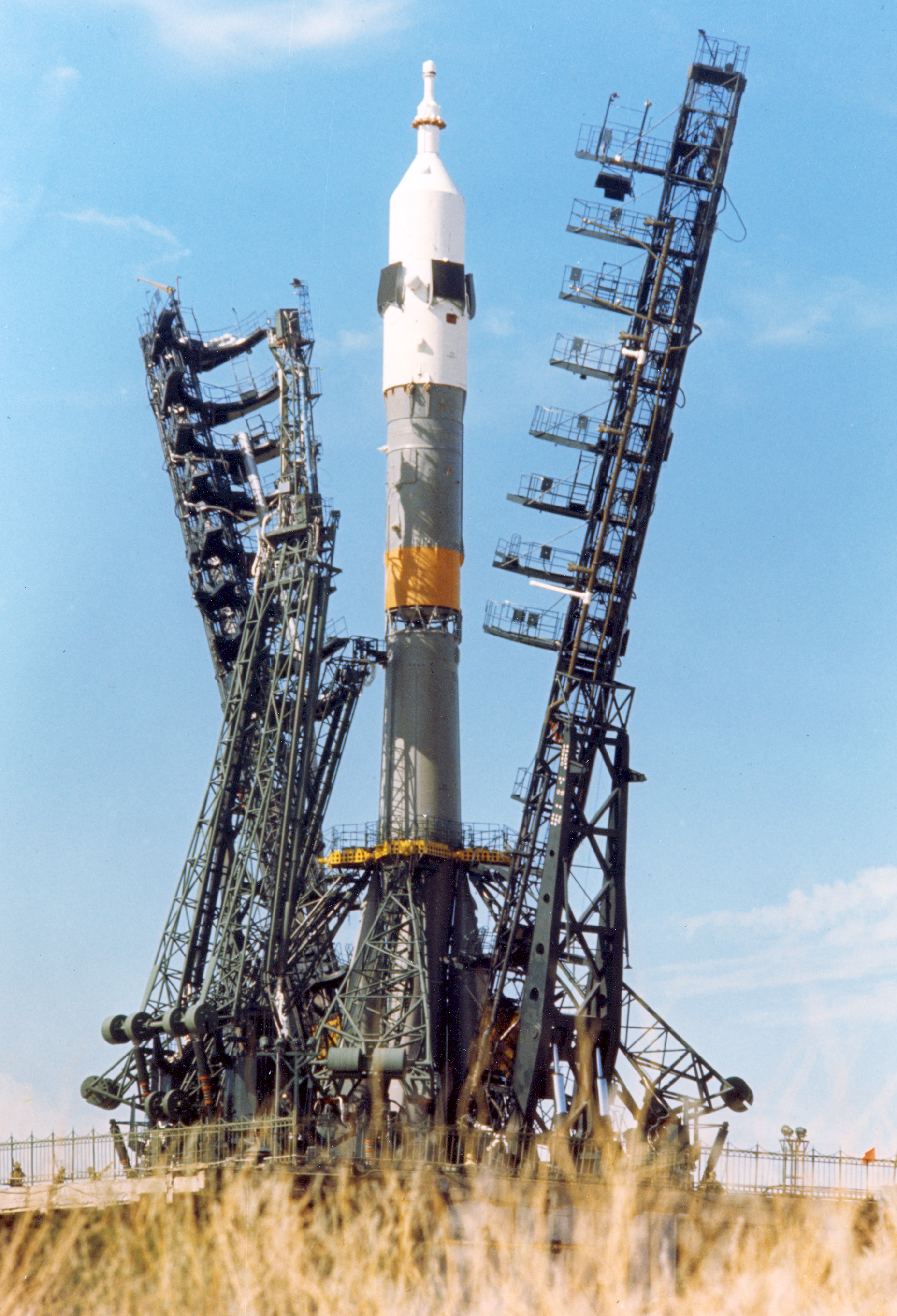
この写真のようなソ連のソユーズロケットが、信頼のおける初の地球周回軌道への輸送手段となった。

一方、ソ連は人類の月着陸に、強い積極性と消極性の両面を見せた。ソ連の指導者フルシチョフは、宇宙以外の別の分野で勝つことで満足しようという気はなかったが、月計画に巨費を投ずる気もあまりなかった。1963年10月、彼はソ連の宇宙開発計画について「現時点で月にコスモノートを送る計画はない」と述べたが、競争からは降りていないとも付け加えた。その1年後の1964年、ソ連も月着陸計画に関与することとなった。
ケネディは米ソ両国の飛行士による月着陸や、より高性能の気象衛星などの共同計画をソ連に提案したことがあった。フルシチョフは、ソ連の進んだ技術を盗もうとする意図を感じてこの提案を拒否した。ソ連宇宙開発の「主任設計員」コロリョフは、月に人間を送る能力を有するソユーズ宇宙船と打ち上げ用N1ロケットからなるアイデアの提案に奔走していたが、これに対しフルシチョフはコロリョフの研究機関（コロリョフ設計局）に、現行のボストークの技術を用いて改良し、さらなる「宇宙初」の事業に挑むよう命令した。しかしその裏で、コロリョフと確執のあるウラジミール・チェロメイが指揮する「チェロメイ設計局」が、有人での月 - 地球間往復ミッション（ゾンド計画）のために、全く新しい打ち上げロケットと宇宙船であるプロトンロケットとゾンド宇宙船開発に着手していた。1964年、フルシチョフ失脚後の新しい指導部はコロリョフの月着陸計画に全面的な支援を与え、全ての有人飛行計画を彼の指揮下に置かせた。月着陸ミッション・ソユーズL3計画計画の始まりである。だが1966年にコロリョフが急死し、最初のソユーズ宇宙船・ソユーズ1号が1967年に死亡事故を起こすと、ソ連の有人月旅行計画は指導者を失ったことと犠牲に敏感になったことで破綻をきたすようになった。ソ連は月着陸船を建造し、アレクセイ・レオーノフを月面に立たせるはずの月旅行計画のために飛行士の選抜を行った。しかし1969年に肝心のN1ロケットが打ち上げに失敗し、以後どうしても打ち上げを成功させることができなかった。このため有人月着陸計画は遅れが生じ、ついには中止の憂き目にあってしまった。

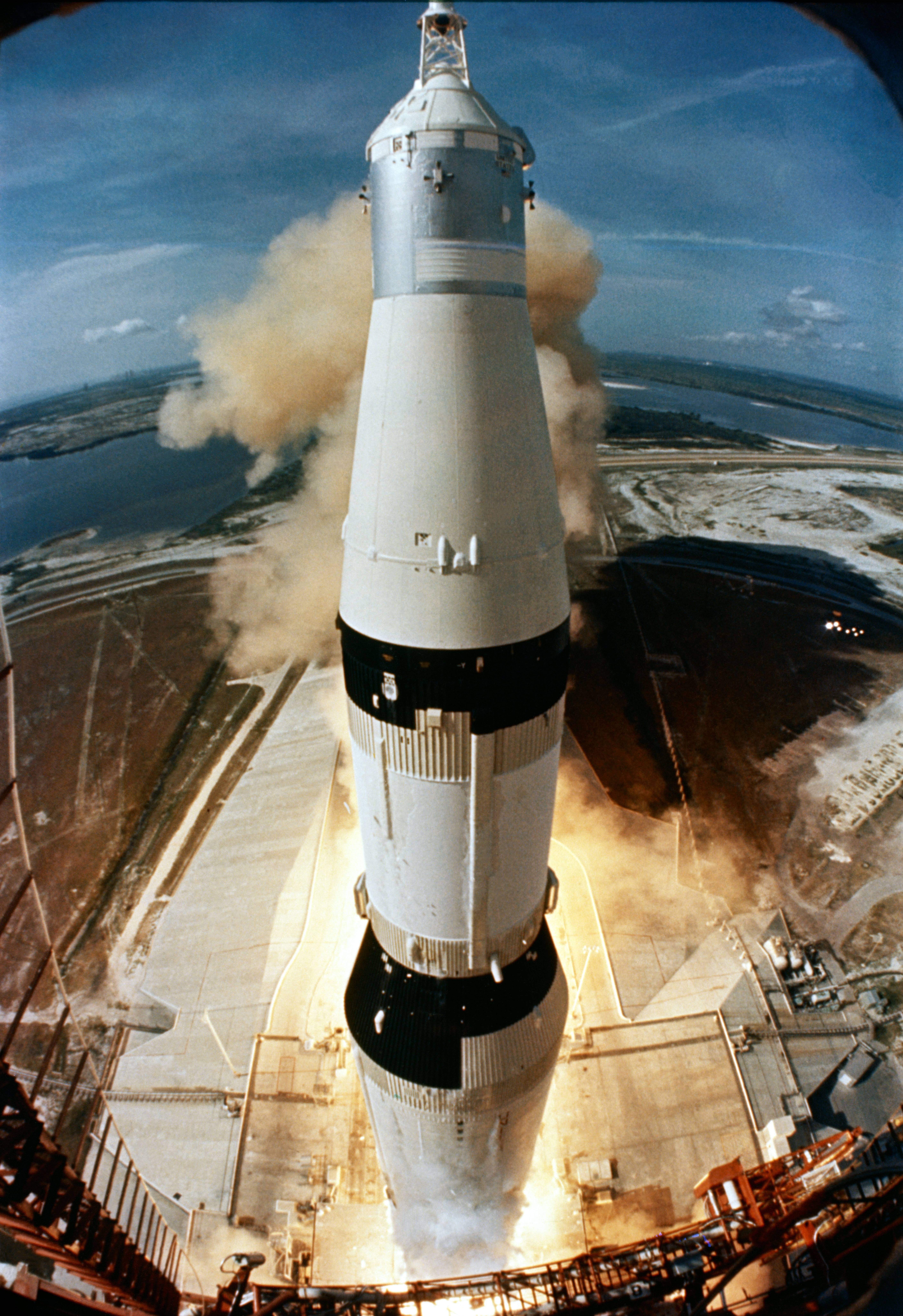
アポロ11号を打ち上げるサターンVロケット

### アポロ11号、月に一番乗り
ソ連の無人探査機（ルナ計画やゾンド計画）がアメリカの宇宙船よりも先に月軌道に達し、着陸もしたものの、月面に足跡を残した最初の人類はアメリカ人のニール・アームストロングとなった。アポロ11号の月着陸船の着陸の翌日、1969年7月21日のことであった。アポロ11号の船長アームストロングは、司令船パイロットのマイケル・コリンズ、月着陸船パイロットエドウィン・"バズ"・オルドリンのバックアップのもと、世界中で5億人が見たという大イベントを成功させた。多くの評論家達はこの月着陸を20世紀の決定的瞬間の一つであると認識しており、またアームストロングの月面に足を踏み出した際の言葉は長く人々の記憶に残っている。
「これは一人の人間には小さな一歩だが、人類にとっては大きな飛躍だ」
（That's one small step for [a] man, one giant leap for mankind.）
なお、それまでの他の国際間競争とは異なり、宇宙開発競争は領土拡張の欲望とは無縁のまま保たれた。月着陸成功後、アメリカは月面のいかなる部分の領有も明白に否認した。

## 他の宇宙技術競争

### 惑星へのミッション

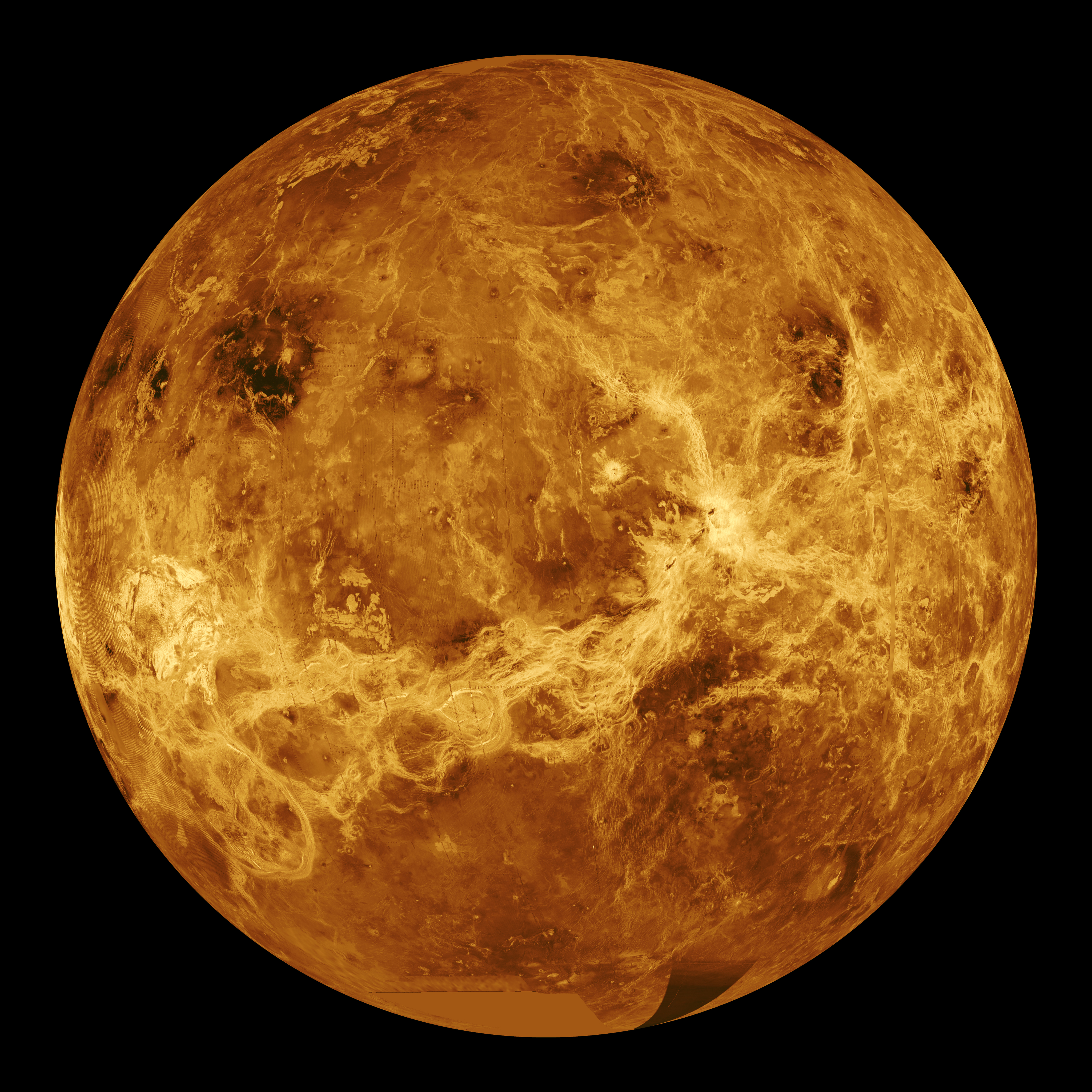
金星は探査機が通過した初の地球以外の惑星となった

月ほど華やかではなかったが、アメリカとソ連は無人惑星探査でも競争を繰り広げた。
ソ連は1960年、金星と火星の両方に史上初めての惑星探査機を送り込んだ。その一方、アメリカの惑星探査計画マリナー計画も大きな結果を残した。金星に無事到達し惑星フライバイを行った最初の宇宙船はアメリカのマリナー2号で、1962年12月14日のことであった。マリナー2号は、金星表面の気温の高さと大気の濃度の高さという驚くべきデータを送信してきた。しかしマリナー2号にはカメラがなかったので、地球にある望遠鏡の能力では見ることのできない惑星表面の鮮明な映像といった印象的なデータを送ってくることができず、その成し遂げた発見は大衆の関心を惹きつけなかった。
ソ連は金星に対しベネラ計画で探査を行い、1971年に打ち上げられたベネラ7号は初めて金星に着地した宇宙船となった。ベネラ9号は金星の高熱で壊れる寸前、金星からの映像送信に成功し、人類ははじめて他の惑星の地表の光景を目にすることになった。16号まであるベネラ計画の中でもこの二回は傑出した成功であったが、7号以前のベネラ探査機にも、フライバイを行い金星に着地する意図があった（もっとも大気中で燃え尽きている）。後に続くベネラ探査機では着陸のほか、金星の上からレーダーを使って高精細な金星表面の地図を作成した。
1965年に打ち上げられたアメリカのマリナー4号は最初に火星をフライバイした探査機となった。マリナー4号の送信した惑星直近からの映像は、人類の多くにとって予想もしないような荒れ果てた風景だった。また1971年に打ち上げられたソ連のマルス3号は最初に火星に着陸した探査機となったが、砂嵐のため故障し映像の送信には失敗した。同年にアメリカが打ち上げたマリナー9号は初めて他の惑星の人工衛星となり、7,000枚を越える表面画像をもたらした。この情報に基いて1976年に着陸したバイキング計画の1号・2号が、最初に火星表面からの映像送信に成功した探査機となった。
1974年、アメリカは金星を通過して水星に向かうマリナー10号を打ち上げた。これは最初の、そして20世紀では唯一の、水星をフライバイした探査機となった。
木星以遠はアメリカの独擅場である。アメリカはパイオニア計画を進めパイオニア10号を打ち上げ、1973年、木星接近とフライバイに成功した。パイオニア11号はさらに土星に1979年に接近し、続くボイジャー計画でボイジャー2号が天王星と海王星の最接近とフライバイに成功した。

### ランデブー、ドッキング、ステーション
最初の宇宙空間での宇宙船同士のランデブーは1965年12月15日、アメリカのジェミニ6-A号と7号の間で行われた。これは5kmの距離まで接近したボストーク3号・4号よりも近距離のものである。その後継機、ジェミニ8号は1966年3月16日、無人衛星と史上初の宇宙空間でのドッキングに成功した。最初の自動操縦による宇宙でのドッキングは1967年10月30日に無人機コスモス186,188号（正体は、両方とも無人のソユーズ宇宙船）が行った。これらはいずれも来るべき月着陸に向けて、宇宙船本体と着陸船の切り離しや接続の実験のために行われている。
最初の海からの打ち上げは1967年4月26日、アメリカのスカウトBによるものである。
最初の宇宙ステーションはソ連のサリュートであった。サリュート1号は1971年6月7日に運用を開始した。

## 宇宙の軍事利用競争
宇宙の科学的研究と並行して、宇宙の軍事利用のための開発に向けた動きも米ソ双方で進められていた。これらは注目こそ浴びなかったものの、開発競争以外の何者でもなかった。アメリカではNASAが宇宙開発を一元化した後も、軍は独自の宇宙開発を続けていた。スプートニク1号の打ち上げ以前から、米ソ両国は偵察衛星の開発計画に着手していた。ソビエトのゼニット衛星は大気圏再突入カプセルに陸上撮影用のカメラを収めた地表撮影衛星で、コロリョフが軍事・研究両方に使えるよう設計したものであったが、これがボストーク宇宙船のオリジナルになった。ゼニット・スパイ衛星はアメリカ空軍の衛星・ディスカバラーと同じような技術を持っており実用化の先行に向けて競い合っていた。1960年8月のディスカバラー13号では、史上はじめて軌道上からのカプセル回収に成功したが、これはソ連による衛星からのカプセル回収にわずか1日先んじた。こうした偵察衛星など軍事衛星の脅威に対し、米ソ双方が衛星攻撃兵器を開発した時期もあった。
米ソ双方が大規模な軍事用宇宙計画を立てたが、「アメリカが模型だけを完成させて計画を中断する一方、ソ連は同様の計画の実機を建造し、場合によっては軌道上に打ち上げる」というパターンがしばしば繰り返された。
1. 超音速大陸間巡航ミサイル。アメリカの「ナヴァホ・ミサイル」（試験計画中止）対、ソ連の「ブラン巡航ミサイル」（計画のみ）
2. 有翼宇宙船。米空軍のX-20ダイナソア（Dyna-Soar、模型のみ）対、ソ連のMiG-105（試験飛行）
3. 衛星偵察有人カプセル。米空軍のブルー・ジェミニ（模型のみ）対、ソ連のソユーズ偵察船（計画のみ）
4. 軍事用宇宙ステーション。米空軍の有人軌道実験室（MOL、Manned Orbiting Laboratory、計画のみ）対、ソ連のアルマース計画（Almaz、修正のうえサリュート2号、3号、5号として実現）
5. 大気圏突入時の耐熱シールドにハッチがある軍事用有人カプセル。米空軍のジェミニB（飛行士なしで試験飛行）対、ソ連のVA-TKS、別名メルキュール・カプセル（TKSの一部として無人で飛行）
6. 軍事用宇宙ステーションへの輸送機。米空軍のジェミニ・フェリー（計画のみ）対、ソ連のTKS（無人で打ち上げられ、サリュートにドッキング成功）

## 米ソによる「宇宙開発競争」の変化

### デタント
スプートニク1号の打ち上げは宇宙開発競争の始まりであると明確に言えるが、開発競争の緩慢化がいつであるかは議論がある。宇宙開発競争は1960年代に最も熱くなり、1969年に月着陸にまで至ってしまうほどのすさまじい勢いで進んだ。アポロ11号に引き続きアメリカは5回の有人月着陸に成功したが、アメリカの宇宙科学者たちは次の戦いの場に転じた。様々なデータを集めるスカイラブ、宇宙との往復・再利用が可能なスペースシャトルである。
アメリカ人は、初めて人間を月に送ることに成功した時点で、アメリカは非公式の戦争である宇宙開発競争に勝利した、と主張するであろう。一方、ソ連の科学者達は有人月飛行計画をこっそり中止したものの別の分野で独自の宇宙開発計画を進めており、競争での敗北などは決して認めなかったであろう。いずれにしても、1970年代の冷戦の緊張緩和（デタント）が進むにつれ、また米ソ以外の国が宇宙開発に着手するにつれ、二つの超大国が「競争」を続けることへの注目は薄らいでいった。
米ソ両国は有人軍事宇宙計画を進めていたが、上述のとおり中止などを強いられている。アメリカ空軍はタイタン・ミサイルを用いてX-20ダイナソアを打ち上げ、敵国の衛星を迎撃する計画を打ち出していた。有人軌道研究室（MOL）計画がダイナソア計画に取って代わり、ジェミニ計画の機材を用いて偵察ミッションを行うはずだったが、これも中止の憂き目を見た。ソ連が進めさせた同様の有人軍事宇宙ステーション計画・アルマーズ計画はサリュート計画に統合させられた。

### アポロ・ソユーズテスト計画、競争の終結
テレビ視聴者の多くは、宇宙開発競争はアポロ11号をもって絶頂に達した、または終結したと感じ、以後のアポロ計画には急速に無関心になった。アメリカにおいて、国民の無関心によって宇宙開発競争の動機は薄れ、競争のトーンはゆるやかになってしまい、その後アポロ計画の後半とアポロ応用計画は中止となった。
その他の人々、例えば宇宙開発史学者のキャロル・スコット (Carole Scott) やルーマニア人のフロリン・ポップ (Florin Pop) 博士の冷戦研究などによれば、宇宙開発競争のより明らかな終わりは1975年の米ソ共同でのアポロ・ソユーズテスト計画であると考えられている。ソビエトのソユーズ19号とアメリカのアポロ18号は宇宙空間でランデブーの上ドッキングし、「敵国」の宇宙飛行士をお互いの宇宙船の中に招き入れ、共同での科学実験を行った。双方の国はそれぞれの宇宙開発に固執していたが、互いに大きく異なった分野に方向を変えてゆき、アポロ・ソユーズ計画の後は、二大国の「競争」の継続に注目することは時代遅れとなった。

### SDI構想とソ連崩壊
この共同計画の時点においてもソ連指導部は、スペースシャトル計画へのアメリカ空軍の関与の見通しや、スペースシャトル計画がブランおよびエネルギアの計画と競合関係にあることに警告を発していた。1980年代初期、デタントが終結して再び冷戦が激しくなった頃、アメリカのロナルド・レーガン政権が発表したミサイル迎撃システム・戦略防衛構想 (SDI) の開始によって宇宙兵器開発競争は一時的に激化したが、これは両国の経済を圧迫し、1989年の共産圏崩壊と1991年のソビエト連邦の崩壊を加速させる結果となった。
こうして米ソの宇宙開発競争は終焉し、国際宇宙ステーション（ISS）に代表される国際協力による開発、並びに多くの国や民間企業がもっぱら経済的な覇権を争う新たな宇宙開発競争の時代を迎える事となった。

## 競争にかかわった組織、予算、経済効果
宇宙開発を成功裏に組織するためには巨額の経費と多くの官僚が必要であるとの認識から、国家的な宇宙開発機関が創設された。アメリカ合衆国とソビエト連邦は、宇宙開発のための科学的・産業的要請にこたえるためだけに絞った計画をそれぞれ立ち上げた。

### アメリカのNASA創設

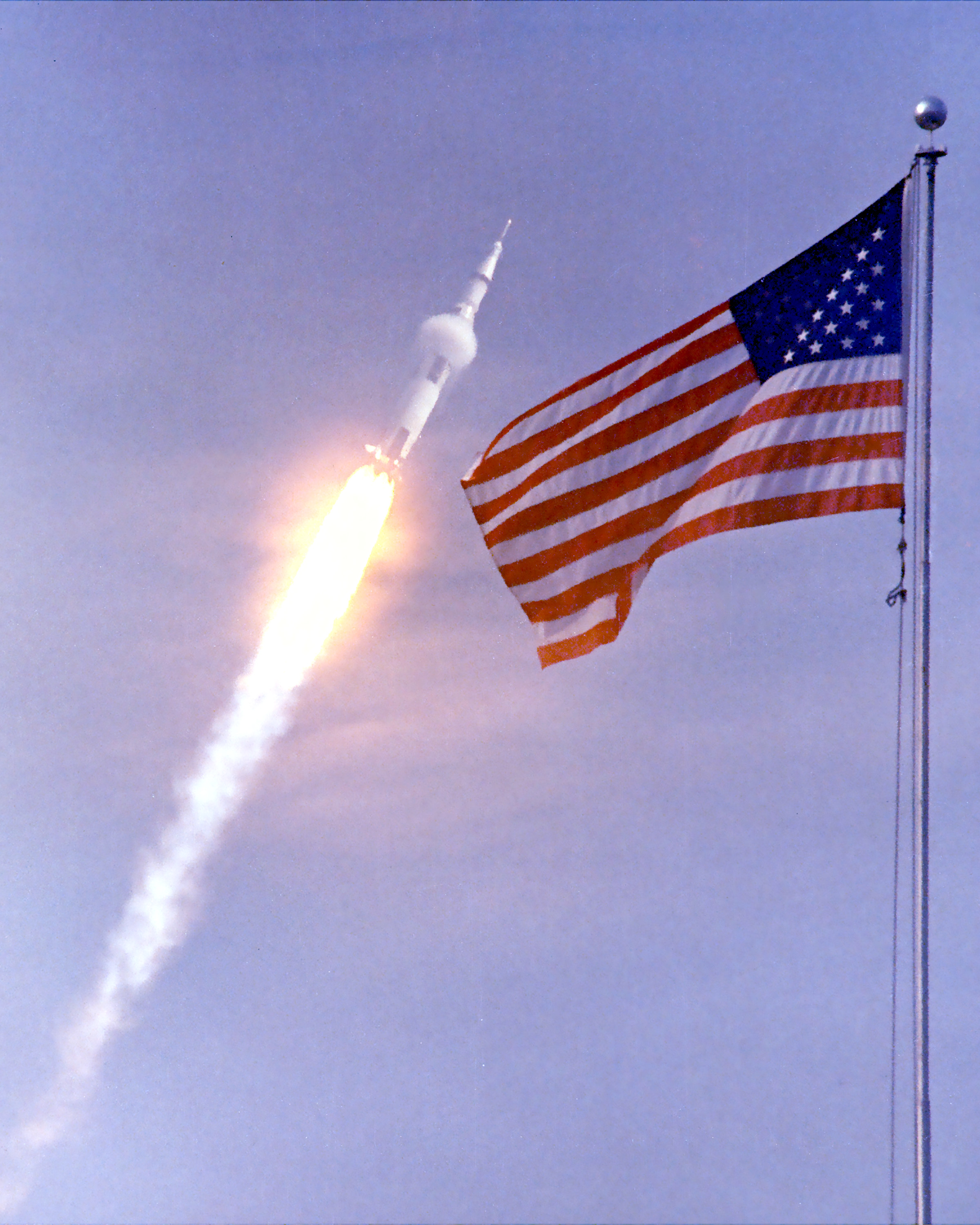
アポロ11号の打ち上げ

当初のアメリカの宇宙開発は軍主導で行われたが、ロケット（ミサイル）を大砲の延長と主張する陸軍、気象観測のための重要機械として衛星とロケットを重視する海軍、空を飛ぶロケットは航空分野であるとする空軍がそれぞれ主導権を主張して譲らず混乱した。陸軍のエクスプローラー1号と海軍のヴァンガード1号はどちらを先に打ち上げるかでも意見の相違があり、その間にソ連のスプートニクに先を越される形になった。
1958年7月29日、アイゼンハワー大統領は国家航空宇宙法 (National Aeronautics and Space Act of 1958) に署名し、政府や空軍・海軍・陸軍の研究機関を統合するアメリカ航空宇宙局 (NASA) が発足した。1958年10月1日の業務開始の時点では、NASAは主に、46年間アメリカの航空技術開発にかかわってきたアメリカ航空諮問委員会 (NACA: National Advisory Committee for Aeronautics) から引き継いだ4つの研究所と8,000人ばかりの従業員から成り立っていた。前身であるNACAは年間500万ドルの予算で活動していたが、NASAの予算は加速的に増加し、下請けとなる民間の契約業者の相当額の分も合わせて年間50億ドルを超えるまでに達した。NASAの成功が頂点に達したアポロ11号の月往復には、200億から250億ドルがかかったと見積もられている。

### ソ連の予算不足と組織乱立
信頼できる統計がないため、特にフルシチョフの時期については不明な点が多いため、アメリカとソ連の宇宙予算を比較するのは難しい。しかし1989年、当時のソ連軍の参謀総長だったミハイル・アレクセイヴィッチ・モイセーエフは、ソ連はこの年、宇宙計画に69億ルーブル（約40億ドル）を割当てたと語っている。他のソ連の政府関係者は、全ての有人計画の支出を合わせると、計画が続いていた間中ずっとそのくらいの予算はかけていただろうと見積もっており、あわせてその他の非公式のもっと安い見積（年約45億ルーブル）も紹介している。これらソ連の使った金額の分かりにくさに加えて、こうした米ソの予算比較にあたっては、ソ連をより強く見せ、さらに西側のアナリストを混乱させようという目的のプロパガンダも計算に入れなければならない。潤沢な予算を偽っていた可能性もある。
ソ連の宇宙開発のための努力に障害となったのは、予算だけではなく内部の研究機関同士の争いもあった。ソ連はNASAのような統一した組織がなく（ロシア連邦宇宙局が発足したのは1990年代である）、科学技術分野における政治面の問題や個人同士の問題が多すぎたためソ連の前進は阻まれていた。ソ連の主任設計員（チーフ・デザイナー）たちはそれぞれの設計局を持ち、それぞれの独自のアイデアを抱え、共産党の首脳たちに個人的支援を求めていた。1964年の時点で、主任設計員たちはさまざまな計画を乱立させ、ソ連は設計意図の異なる宇宙船や打ち上げロケットの30個もの計画案を別々に進めていた。独創的な研究者だったコロリョフが1966年に死んだ後、ソ連の宇宙計画はアメリカの宇宙計画に反応しやすくなり、同格を維持することに意を注ぐようになった。たとえば1974年、ソ連は宇宙計画を再編成し、アメリカのスペースシャトルの複製のようなブラン宇宙往還機による「エネルギア計画」を立ち上げている。
ソ連はまた、経済的な不利とも直面しながら宇宙開発を進めなければならなかった。ソ連の経済は世界第二位の規模だったが、一方のアメリカ経済は世界一だった。ソ連の宇宙計画は、予算の不足と、効率的でない組織に予算が分散して無駄に使われたことから、予算を集中させて実現した宇宙開発初期の優位を失っていった。ソ連研究者の中には、宇宙開発競争の経済的コストの高さが、軍拡競争の極端に高い支出ともあいまって、1970年代末から1980年代にかけてのソ連の経済危機を深刻にし、ソ連崩壊の一因となったと論じている者もいる。

## 宇宙開発での犠牲
有人宇宙船は、国威発揚の側面が強く、そのリスクとコストの高さに比べ享受できる利益が少ないとされる。それが2003年に中国が世界で3番目に有人ロケットの打ち上げに成功するまで、ESAや日本の後続がなかった理由である。

### 飛行士
アメリカのアポロ15号月着陸船が月を離れたとき、飛行士達は、人類が月に達するまでの間に米ソ両国で犠牲となった飛行士達の記念碑「Fallen Astronaut」を月面に残していった。
アメリカでは、宇宙旅行やその準備で直接犠牲になった飛行士は、アポロ1号のバージル・グリソム、エドワード・ホワイト、ロジャー・チャフィーの3人が最初だった。彼らは1967年1月27日、地上での訓練中に司令船の中で火災に巻き込まれ死亡した。
ソ連では、ソユーズ1号とソユーズ11号で犠牲者が出た。1967年4月23日に打ち上げられたソユーズ1号はウラジーミル・コマロフ大佐が操縦していたが、大気圏再突入後パラシュートが開かずカプセルが地表に激突して犠牲となった。1971年、ソユーズ11号の三人の飛行士、ゲオルギー・ドブロボルスキー、ウラディスラフ・ボルコフ、ビクトル・パツァーエフは宇宙ステーション・サリュート1号へのドッキングと乗り込みに成功する快挙を成し遂げたが、地球への帰還の際に空気漏れを起こし、3人とも犠牲となった。
米ソの宇宙開発競争が一段落した後に運行を開始したスペースシャトルでは、1986年1月28日にチャレンジャー号が、2003年2月1日にコロンビア号が事故を起こし、それぞれ7人が死亡している。
その他、訓練中に死亡した飛行士もいる。たとえばT-38訓練機の事故で4人の飛行士が死亡した。ユーリイ・ガガーリンも1968年、訓練中にMiG-15の墜落で死亡している。
アポロ13号や何機かのソユーズ、ミールとプログレスの衝突など、一歩間違えば死者が出ていたような事故も何度か起こっている。

### その他の人的被害
打ち上げ用ロケットの爆発などにより、地上スタッフや周辺住民が死傷したこともある。1960年のR-16ロケット爆発事故（ニェジェーリンの大惨事）や1996年の長征ロケット墜落事故は特に被害が大きく、それぞれ数百人の犠牲者が出たと言われるが、詳細は明らかにされていない。

### 両国財政・経済
両国が威信をかけて行った開発競争は、人類史上に輝かしい成果を残す一方で、両国の財政に大きな負担をもたらした。もちろんその代償を負わされたのは一般の国民である。
特に、ソビエト連邦では宇宙開発と軍事関連の生産が優先された結果、経済が疲弊してしまった。このため、一般国民に必要な生活物資が不足する事態に陥ってしまった。

## 宇宙開発競争の遺産・技術と教育の進歩
この宇宙開発競争の時期を通して、科学技術、とりわけ航空技術と電気通信技術が長足の進歩を遂げた。しかしながら、宇宙開発競争の効果はロケット、物理学、天文学やさらに広い範囲にまで及んでおり、「スペースエイジ・テクノロジー」は家庭用品から枯葉剤までのさまざまな分野に応用されている。また、競争に勝つためのアメリカの政策によって、学校での理科学習にも大きな変化が加えられている。
アメリカ人が宇宙競争の当初に抱いた、あっという間にソ連の後塵を拝するまでに落ちてしまったという感情は、学校教育で数学と物理により重点を置くべきだという議員や教育者の運動にすぐさまつながった。1958年には「国防教育法 (National Defense Education Act)」が制定され、初等教育から大学院にいたるまでの数学や物理の教育を充実させるため予算は大きく拡充した。
こうした教育政策に育てられた科学者たちは宇宙開発技術の研究に携わり多くの成果を生んだ。またこうして生み出された技術は台所用品からスポーツ用品まで民生品にも適用されている。乾燥食品、調理済み食品 (ready-to-eat foods)、保乾性衣服、曇り止めスキーゴーグルなども宇宙開発にルーツを持つ製品である。マイクロ・テクノロジーももともとは宇宙開発競争にともなう研究によりその進化が加速されたが、時間の計測から携帯音楽プレーヤーまで工業や日常生活のあらゆる分野に恩恵を与えている。
今日では1,000個以上の人工衛星（そして計測不能な数のスペースデブリ）が地球を回る軌道上にあり、衛星は放送や通信データを中継し、気象・植生・人の動きなどのデータを遠隔測定（リモートセンシング）によって地上にデータを送っている。
アメリカはこうして電子工学、遠隔操作、車両誘導、ロボット制御のトップランナーになった。また、ソ連解体後のロシアは冷戦終了後もロケット技術の分野でリーダーであり続けている。

## 宇宙開発競争の再来
米ソ宇宙開発競争が終了してからの長い間、宇宙開発の進度はゆるやかになったが前進は続いている。アメリカはガガーリンの有人飛行から20年後の1981年4月12日、初の再利用可能な宇宙往還機、スペースシャトルを打ち上げた。1988年11月15日にはソ連は初の（そして唯一の）再利用可能な無人往還機、ブランを打ち上げた。その他、日欧を含めて様々な国が探査機、人工衛星、宇宙望遠鏡などを打ち上げている。

### 日本
特筆して1990年代初頭までは、商用衛星・ロケットなど実用衛星への参入に積極的であった。しかし、アメリカによるスーパー301条を盾にした実用衛星の政府調達に関する日米衛星調達合意（事実上、アメリカからの衛星輸入を義務付けるもの）によって頓挫させられた過去がある。宇宙開発は巨額のコストが掛かる為、宇宙産業が成熟段階を迎えるまでは、国による需要が見込まれなければ、国内の宇宙産業の発展は滞ってしまう（それが真のアメリカの狙いであったとも言われる）。
それでも日本の宇宙開発は着々と進んでいる。とくにPLANET計画による地球外天体の探査などに顕著であり、月探査衛星かぐやが活躍したほか、イオンエンジンの長期可動実証機と小惑星探査を目標に開発されたはやぶさで小惑星からのサンプルリターンに成功している。地球外天体の探査でははやぶさ2、ベピ・コロンボなどの打ち上げが予定されている。また、国際宇宙ステーションへの補給機であるこうのとりをH-IIBで打ち上げており、アメリカのスペースシャトルの引退後は最大の補給機になる予定である。有人宇宙飛行には積極的ではないもののHOPE-Xという日本版スペースシャトル計画が存在し、現在もスペースプレーンという名称で研究が進行中である。
以前は宇宙開発の中で行われなかった情報収集衛星も打ち上げ、4基体制になっており、宇宙基本法で安全保障用の利用も行えるように法律を変更した。近年はアメリカだけでなく欧州の宇宙機関との協力もみられる。

### 欧州・ロシアの挑戦

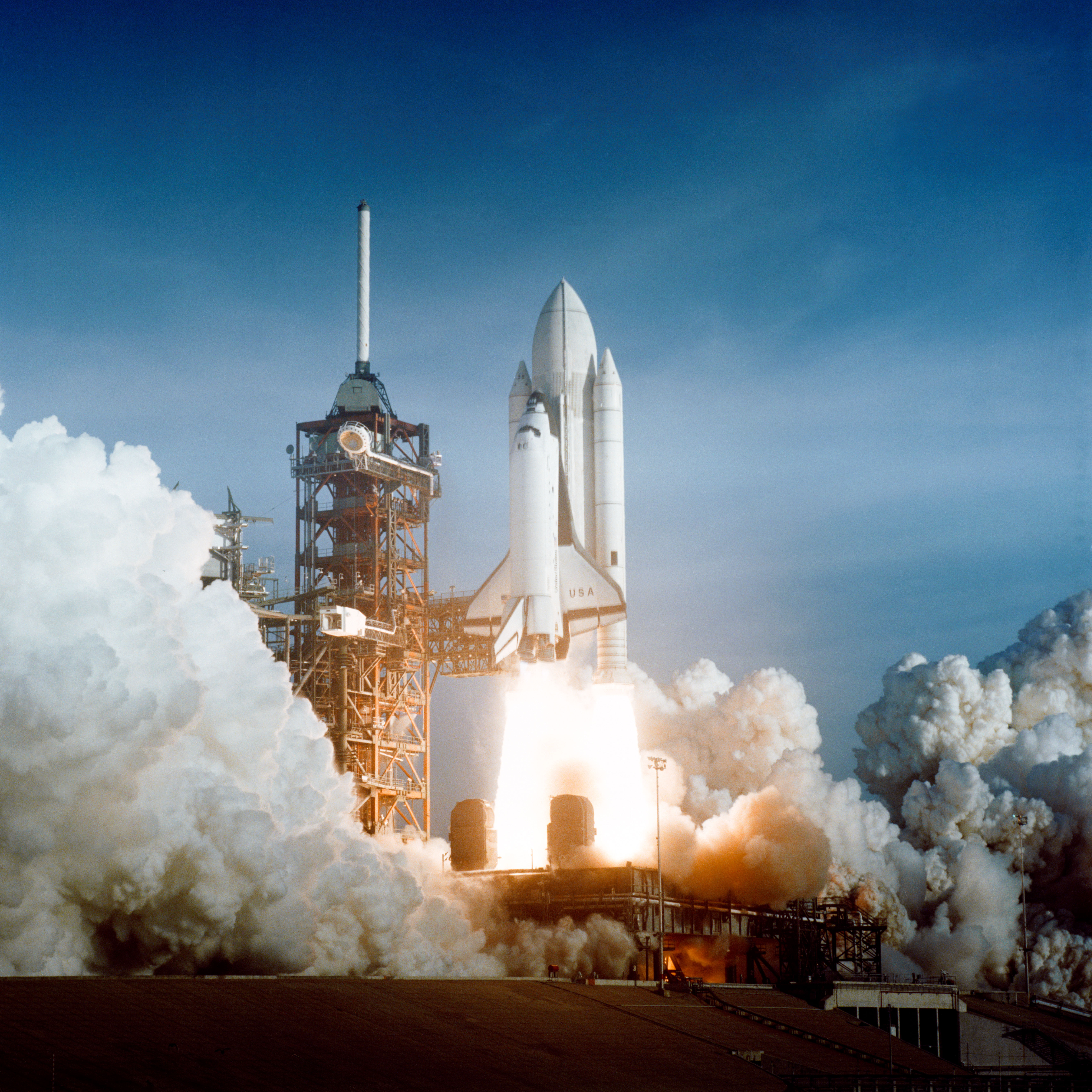
スペースシャトル・コロンビアのエンジン点火、1981年 (NASA)

「第二の宇宙開発競争」は、日本やフランスが衛星打ち上げに成功した事や、20世紀末、欧州宇宙機関 (ESA) アリアン4ロケットによって商用ロケットの分野でアメリカからリードを奪い、NASAと無人宇宙探査の分野で競い始めたことからはじまっている。ESAの宇宙開発への意欲は、「2030年までに火星に人類を送り込む」という目標に向けて月や火星にさまざまな有人・無人探査事業をおこなうというオーロラ計画のような野心的な計画で絶頂に達した。ESAは2005年の段階でロシアと組んで2011年打ち上げ予定の無人火星探査機エクソマーズ (ExoMars) の計画を進めている。
これに対し、アメリカのジョージ・W・ブッシュ大統領は2004年、新しい有人宇宙船オリオンの建造と予定ミッションの大まかな時間軸を示した（当面はスペースシャトル退役後の国際宇宙ステーションへの人員輸送用として、さらに月への有人飛行計画や2030年までの火星計画も検討されている）。このように火星に対して欧米などの宇宙機関が同じような計画を持つこととなった。
またロシア連邦宇宙局は、アメリカのオリオンの対抗機となるソユーズ後継機・クリーペルの開発を進め、まだ計画中のオリオンより早い2011年打ち上げを目指しており、ESAも共同出資・共同開発の可否の検討を進めている。クリーペルに関しては日本の宇宙航空研究開発機構 (JAXA) もロシアから参加を呼びかけられている。

### 中国、インドなどの台頭
その他、新興国のインド、イスラエル、中国などが宇宙探査競争に参加できる能力を有している。中でも、新興国の中では、インドと中国がESAやNASAと組まず米日欧を追い上げているといわれる。
特に中国の場合、中国国家航天局による有人宇宙船計画、「神舟計画」を進め、神舟5号と神舟6号の有人飛行を成功させた（有人船成功国としては3番目、人工衛星では5番目）。さらに2007年には衛星破壊実験を行い宇宙軍拡競争も誘発しようとしているほか、独自の宇宙ステーション計画、無人月探査計画「嫦娥計画」、有人での月および火星探査計画をも計画している。
またインドはインド宇宙研究機関による宇宙開発を進め、2007年には、国産ロケットでイタリアの天文観測衛星を打ち上げたのを始め、2008年4月には、国産地球観測衛星2機や日本の小型衛星2機を含めた、世界5カ国の計10基を搭載した国産ロケット「PSLV-C9」をサティシュ・ダワン宇宙センターから打ち上げ（一度に打ち上げた衛星の数としては世界最多）、商用衛星ビジネスへの参入に積極的である。さらに、2008年には更に無人月探査機「チャンドラヤーン1号」の打ち上げや、独力での有人宇宙飛行などを計画し、猛烈に中国を追い上げている。

### ブラジル、韓国、イランなど
ブラジル、韓国、イランなども（外国の技術を取り入れながら）自主開発ロケットで衛星打ち上げを目指している。ブラジルは1997年、1999年、2003年と3回、自主開発ロケットで衛星打ち上げを試みたが、いずれも失敗している。韓国は既に衛星開発能力を有し、2009年および2010年にアンガラ・ロケットの第1段をベースとしたKSLV-1ロケットを打ち上げたがいずれも失敗した。
イランは2007年2月及び2008年2月にロケットの打ち上げ実験に成功し、2009年2月には初の国産衛星「オミード」の打ち上げに成功している。これらに使用されたロケットは、1998年に開発した長距離弾道ミサイル「シャハブ3」の改良型である可能性が高い。

### 民間宇宙開発競争
米ソ間や米欧間、米中間の宇宙競争のような、国同士の競争でない「宇宙競争」も民間分野で起こっている。初期の民間宇宙競争は軌道上に観光客を送り込む「宇宙旅行」をめぐって行われた。2001年4月28日、アメリカ人実業家のデニス・チトー (Dennis Tito) は約2,000万ドルの費用を支払い、ロシアのソユーズTM-32に乗って国際宇宙ステーションを訪問し、史上初の全額自己負担による宇宙観光客となり世界を驚かせた。民間による有人宇宙船打ち上げ（弾道飛行でもかまわない）に対し1,000万ドルの賞金を懸けた「アンサリ・エックス賞」は、民間企業同士による新しい宇宙競争への期待を高めた。2004年10月、スペースシップワンが高度100kmの有人飛行に成功、民間初の有人宇宙船となり賞金を手にした。2004年の暮れ、ヴァージングループを率いるイギリスの実業家リチャード・ブランソンは宇宙旅行会社「ヴァージン・ギャラクティック」の設立を発表、スペースシップワンの技術供与を受けて2008年までに旅客を乗せて弾道飛行を行うことにしている。

### 人工衛星打ち上げ実績
衛星を自力で打ち上げた実績を持つ国は多くない。打ち上げ順にソビエト連邦（現ロシア他）、アメリカ合衆国、フランス、日本、中華人民共和国、イギリス、インド、イスラエル、イラン、朝鮮民主主義人民共和国、大韓民国の11ヶ国である（2023年2月現在）。その他、国際機関や多国籍企業も打上げている。カザフスタン（旧ソ連）はロケット・衛星開発技術と射場を持ち、ウクライナ（同）は射場は持たないが、ロケット・衛星開発技術を有する。
世界の衛星等打上げ累計個数は、2006年12月末時点で5736個。CISとアメリカ合衆国だけで約88%を占める。日本は119個で世界第3位に付ける。